# 메아리학교
메아리학교는 울산광역시 북구 중산동에 있는 사립 특수학교이다. 청각장애, 지체장애 학생을 위한 특수교육기관으로 유치부, 초등부, 중학부, 고등부, 전공과를 두고 있다.

## 연혁
- 1981년 3월 1일 : 메아리농아학교 개교
- 1987년 3월 1일 : 메아리학교로 변경